# Cotulades pilosus
Cotulades pilosus es una especie de coleóptero de la familia Zopheridae.

## Distribución geográfica
Habita en Victoria (Australia).